# Гамбелтон (Західна Вірджинія)
Гамбелтон (англ. Hambleton) — місто (англ. town) в США, в окрузі Такер штату Західна Вірджинія. Населення — 218 осіб (2020).

## Географія
Гамбелтон розташований за координатами 39°4′53″ пн. ш. 79°38′45″ зх. д. / 39.08139° пн. ш. 79.64583° зх. д. (39.081262, -79.645744).  За даними Бюро перепису населення США в 2010 році місто мало площу 0,42 км², з яких 0,31 км² — суходіл та 0,11 км² — водойми.

## Демографія
Згідно з переписом 2010 року, у місті мешкали 232 особи в 97 домогосподарствах у складі 68 родин. Густота населення становила 548 осіб/км².  Було 128 помешкань (302/км²).
Расовий склад населення:
| - 99,1 % — білих |

До двох чи більше рас належало 0,9 %. Частка іспаномовних становила 1,7 % від усіх жителів.
За віковим діапазоном населення розподілялося таким чином: 21,1 % — особи молодші 18 років, 63,0 % — особи у віці 18—64 років, 15,9 % — особи у віці 65 років та старші. Медіана віку мешканця становила 42,0 року. На 100 осіб жіночої статі у місті припадало 88,6 чоловіків;  на 100 жінок у віці від 18 років та старших — 86,7 чоловіків також старших 18 років.
Середній дохід на одне домашнє господарство  становив 39 540 доларів США (медіана — 26 250), а середній дохід на одну сім'ю — 51 548 доларів (медіана — 48 750). Медіана доходів становила 32 969 доларів для чоловіків та 30 208 доларів для жінок. За межею бідності перебувало 19,1 % осіб, у тому числі 22,2 % дітей у віці до 18 років та 17,3 % осіб у віці 65 років та старших.
Цивільне працевлаштоване населення становило 97 осіб. Основні галузі зайнятості: освіта, охорона здоров'я та соціальна допомога — 34,0 %, виробництво — 17,5 %, науковці, спеціалісти, менеджери — 12,4 %, роздрібна торгівля — 10,3 %.